# Heinrich Bekelin
Heinrich Bekelin († 1454 oder später) war Universitätssekretär, Hochschullehrer und Rektor der Universität Rostock.

## Leben

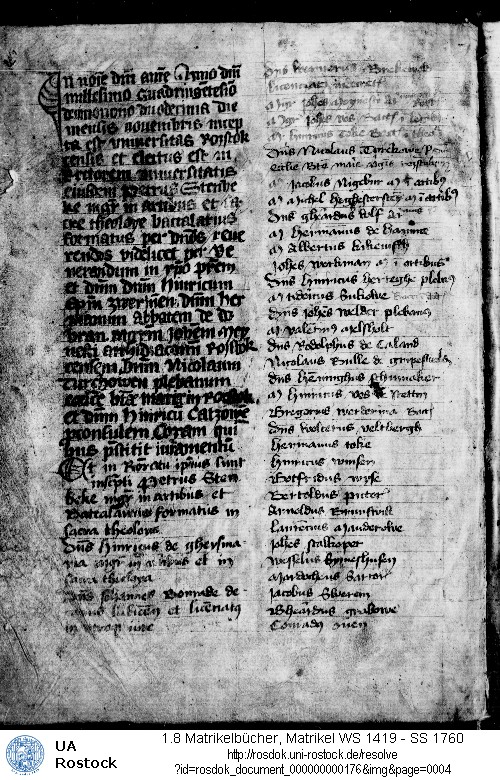
Erstes Blatt der Rostocker Matrikel 1419, vermutlich geschrieben von Heinrich Bekelin

Heinrich Bekelin erscheint bei Gründung der Universität Rostock 1419 als deren Notarius, also Universitätssekretär., so dass Krause in den ADB wohl zu Recht mutmaßt, die ersten Eintragungen im Rostocker Matrikelverzeichnis könnten von seiner Hand sein. Er entstammte einer Rostocker Bürgerfamilie, zunächst der Ratsfamilie Beselin zugeschrieben, aber dann nachdem Friedrich Crull in Wismar eine mittelalterliche Wappengrabplatte eines Bekelin mit dem Wappen der Rostocker Ratsfamilie Baggel fand, auch wieder angezweifelt. Bekelin war Magister artium und Doktor beider Rechte sowie der Theologie. Ob der Schwerpunkt seiner Tätigkeit nun mehr rechtlich oder theologisch war, ist nicht bekannt. Er wurde 1432 erstmals Rektor der Universität und hatte dieses Amt insgesamt zehnmal inne, auch während der Zeit des Bannes und Auszugs nach Greifswald.
Er war zugleich Pfarrherr an der Rostocker Marienkirche, womit sich auch sein persönliches Interesse an der Rückkehr der Universität nach Rostock erklärt. Er verfügte über Vermögen, welches es ihm ermöglichte, der Marienkirche eine größere Stiftung zu vermachen.